# 柳田仁
柳田仁（やなぎだ ひとし、1941年5月29日 - ）は、日本の会計学者。神奈川大学名誉教授。

## 略歴
神奈川県平塚市出身。1964年中央大学経済学部卒、同大学院修士課程修了、1975年早稲田大学大学院商学研究科博士課程満期退学、名古屋学院大学講師、1978年助教授、1984年教授、1989年神奈川大学教授。2012年定年、名誉教授、諏訪東京理科大学教授。

## 著書
- 『ドイツ管理会計論』中央経済社 1987
  - 『ドイツ管理会計論 原価計算システムにおける記録計算目的から意思決定目的への重点移行に関する考察』中央経済社 1992
- 『環境会計論 主にドイツを中心とした環境保全のための会計とその展開』森山書店 1999
- 『環境経営会計の基礎理論と実践 エンヴァイロメンタルマネジメントアキャンティングの生成と展開』夢工房 2004
- 『国際経営会計論 ドイツならびにアメリカ・日本の比較研究』中央経済社 2006
- 『パン屋さんから学ぶ会計 簿記・原価計算から会計ビッグバンまで』御茶の水書房 神奈川大学入門テキストシリーズ 2006
- 『企業と社会のための経営会計論 環境局面のみ重視から社会関連全般配慮の経営会計への展開』創成社 2008
- 『租税法ならびに会社法・商法の要点』創成社 2010
- 『苦手な人でも気軽に読める会計学の本』創成社 2012

### 共編著
- 『原価計算論』竹森一正,大迫充弘共著 高文堂出版社 会計学全書 1982
- 『会計学総論』他著 税務経理協会 1989
- 『原価計算の基礎』竹森一正, 大迫充弘共著 高文堂出版社 1990
- 『現代簿記の基礎』桑原常明,井口伸,照屋行雄,関口博正,田宮治雄共著 中央経済社 1991
- 『はじめて学ぶ人のための現代会計の常識』編著 税務経理協会 1998
- 『文化会計学 国際会計の一展開』木下照嶽,中島照雄共編著 税務経理協会 1998
- 『原価計算教室』竹森一正, 大迫充弘共著 中央経済社 1999
- 『工業簿記の基礎』三代澤経人共監修 日本原価管理士会編 同文舘出版 2002
- 『会計の基礎ハンドブック』編著 創成社 2008
- 『原価計算ガイダンス』編著 中央経済社 2013